# Das Bad auf der Tenne (film 1943)
Das Bad auf der Tenne è un film del 1943 diretto da Volker von Collande.

## Produzione
Il film fu prodotto dalla Tobis Filmkunst di Berlino e venne girato in Agfacolor.

## Distribuzione
Distribuito dalla Deutsche Filmvertriebs (DFV), fu presentato all'U.T. Wagnitzstraße di Berlino il 30 luglio 1943.